# Newell Brands

Altes Logo

Newell Brands (bis 2015: Newell Rubbermaid) ist ein Unternehmen aus den Vereinigten Staaten mit Firmensitz in Sandy Springs (Georgia) bei Atlanta. Das Unternehmen produziert und vertreibt Konsumgüter und Haushaltswaren verschiedener Art. Newell Brands ist im Aktienindex S&P 500 gelistet.
Am 14. Dezember 2015 kündigte Newell Rubbermaid die Übernahme der umsatzstärkeren Jarden Corporation für 15 Mrd. US-Dollar an.

## Geschichte
Newell Brands wurde 1902 als „Newell Manufacturing Company, Inc.“ in Ogdensburg (New York) gegründet. Der einzige Geschäftsinhalt war damals die Herstellung und der Vertrieb von Gardinenstangen. 1916 wurde mit F.W. Woolworth der erste national distributierende Kunde gewonnen. Das erste Newell-Produkt, welches somit US-weit erhältlich wurde, war eine Gardinenstange mit einer Oberflächenveredlung aus Bronze. Ab diesem Zeitpunkt konzentrierte sich Newell auf Großabnehmer.
Erst 1999 wurde aus Newell durch den Kauf von Rubbermaid, dem führenden (aber zu dieser Zeit notleidenden) Hersteller von Plastikhaushaltsprodukten, das von da ab unter „NewellRubbermaid“ firmierende Unternehmen. Der stetige Zukauf von bekannten und gut eingeführten Markenherstellern mit (finanziellen) Problemen und der anschließenden Einführung von kostensenkenden Maßnahmen und Synergiegebung durch die Strukturen eines Großkonzerns sind maßgebliche Grundlagen für die heutige Größe und Bedeutung von NewellRubbermaid. Verbunden mit der Übernahme der Jarden Corporation 2015 erfolgte die Umbenennung in Newell Brands.
Das Unternehmen beschäftigt weltweit ca. 53.000 Mitarbeiter (Stand: 2016). Im Jahr 2016 betrug der Umsatz 13,3 Mrd. US$, etwa 75 % davon werden in Nordamerika (USA und Kanada), der Rest vornehmlich in Europa erzielt.
In Anlehnung an das Börsenkürzel bei der New York Stock Exchange wird regelmäßig die Abkürzung NWL verwendet. Hiervon macht auch Newell Brands selbst Gebrauch. So beginnen z. B. die Namen deutscher Tochtergesellschaften mit NWL Germany.

### Marken
Mit Sharpie, Paper Mate, DYMO, EXPO, Waterman, Parker, Rolodex, BernzOmatic, Rubbermaid, Graco, Calphalon, Goody und anderen Marken verfügt das Unternehmen über ein umfangreiches sowie diversifiziertes Markenportfolio. Es ist damit ein typischer Mischkonzern.

## Geschäftsbereiche
NewellRubbermaid betreibt drei Geschäftsbereiche, die wiederum aus jeweils mehreren Marken, oder englisch „Brands“, bestehen. Diese Geschäftsbereiche nennen sich im Firmenterminus „Segmente“ (Segments):

### Haus und Familie
- Goody, Haar-Accessoires
- Calphalon, Koch- und Backgeschirr u. a. Küchenutensilien
- Graco (Kleinkindprodukte), Baby- und Kleinkindprodukte
- NUK, Schnuller und Flaschen
- Aprica (Kinderwagen)
- Baby Jogger (Kinderwagen)
- Marmot-Outdoor-Ausrüstung

### Sport und Freizeit
- Pure Fishing (erworben durch die Übernahme von Jarden)

### Bürobedarf
- Berol, Malstifte und -farben
- CardScan, Kontaktmanagementlösung (2006 erworben von Corex)
- Dymo, Beschriftungs- und Etikettiersysteme (2005 erworben von Esselte)
- Elmer’s Products, Klebstoffe für Endverbraucher
- EXPO, Whiteboard-Stifte
- Laurentien (Kanada)
- Liquid Paper, Korrekturbänder und -flüssigkeiten (erworben von Gillette)
- Paper Mate (erworben von Gillette)
- Parker Pen (erworben von Gillette)
- Pelouze
- Prismacolor
- Reynolds
- Rolodex, Visitenkartenaufbewahrung
- rotring, Zeichenbestecke
- Sanford
- Sharpie, führender Permanentmarker in den USA
- Waterman (erworben von Gillette)

### Werkzeug und Industriebedarf sowie diverse Weitere
- Bulldog, Befestigungstechnik
- EZ Paintr, Renovierungshelfer
- Shur-Line, (2000), Pinsel u. a. Malerzubehör
- BernzOmatic, Gasbrenner
- Amerock, Beschläge (gemeinsam mit Anchor Hocking) (1987)
- TaraCorp, Sterling Solder und Dutch Boy Solder
- Pelouze
- Rubbermaid Commercial Products, z. B. für Institutionen, Krankenhäuser
- Rubbermaid Foodservice, z. B. für Caterer
- Rubbermaid Home, Kunststoffhaushaltsprodukte für den Endverbraucher
- Levolor, Fensterdekoration und -beschattung (Mass Market)
- Kirsch, Fensterdekoration und -beschattung (Premium)

### Aufgegebene Marken bzw. Unternehmensteile im Zeitverlauf („Divestitures“)
- Mirro, Kochgeschirr
- Pyrex, Glasprodukte
- Anchor Hocking, Glasprodukte
- Intercraft, Bilderrahmen
- Curver, Kunststoffhaushaltsprodukte, ehemaliges europäisches Äquivalent zu Rubbermaid Home Products
- Grumbacher
- Little Tikes (Kinderspielzeug)
- Werkzeugbereich 2016 an Stanley Black & Decker verkauft[6]
  - Irwin Industrial Tools, Profi-Handwerkzeug
  - Lenox (American Saw & Mfg. Co), Premium-Sägeblätter
- Wintersportbereich in 2017 an Kohlberg & Company verkauft[7]
  - Völkl
  - K2
  - Marker (Bindungen)
  - DALBELLO (Skistiefel und -Ausrüstung)
  - Madshus
  - Line
  - Full Tilt
  - Atlas
  - Tubbs
  - Ride
  - BCA
- Teutonia, Kinderwagen (2017 verkauft. Kurz danach insolvent.)